# Радошковицька сільська рада
Радошковицька сільська рада (біл. Радашкавіцкі сельсавет) — адміністративно-територіальна одиниця в складі Молодечненського району розташована в Мінській області Білорусі. Адміністративний центр — Радошковичі.
Радошковицька сільська рада розташована на межі центральної Білорусі, в західній частині Мінської області орієнтовне розташування — супутникові знимки, на південний схід від Молодечного.
До складу сільради входять 16 населених пунктів:
- Вазгелі • Войтели • Володьки • В'язинка • Декшняни • Праліски • Дюблевщина • Залісся • Миговка • Пов'язинь • Поровичі • Путники • Романи • Удранка • Шелухи • Шеметівщина • Серебрянка.